# Mulda/Sa.
Mulda/Sa. (Mulda/Sachsen) ist eine Gemeinde im sächsischen Landkreis Mittelsachsen.

## Geographie
Mulda liegt etwa 10 Kilometer südlich von Freiberg an der nördlichen Abdachung des Erzgebirges im Tal der Freiberger Mulde, die den Ort von Südosten nach Nordwesten durchfließt. In die Freiberger Mulde münden im Ort zudem der Chemnitzbach und der Zethaubach, jeweils von links.

### Gemeindegliederung
Zu Mulda/Sa. gehören neben dem Hauptort Mulda die Ortsteile:
- Helbigsdorf (1. Januar 1994 eingemeindet)
- Randeck (1. August 1934 eingemeindet)
- Zethau (1. Januar 1994 eingemeindet)

### Nachbargemeinden
An Mulda grenzen die Gemeinden Lichtenberg im Norden, Großhartmannsdorf im Westen und Dorfchemnitz im Süden, die Stadt Frauenstein im Osten (alle Landkreis Mittelsachsen) sowie die zum Erzgebirgskreis gehörende Stadt Olbernhau im Südwesten,.

## Geschichte

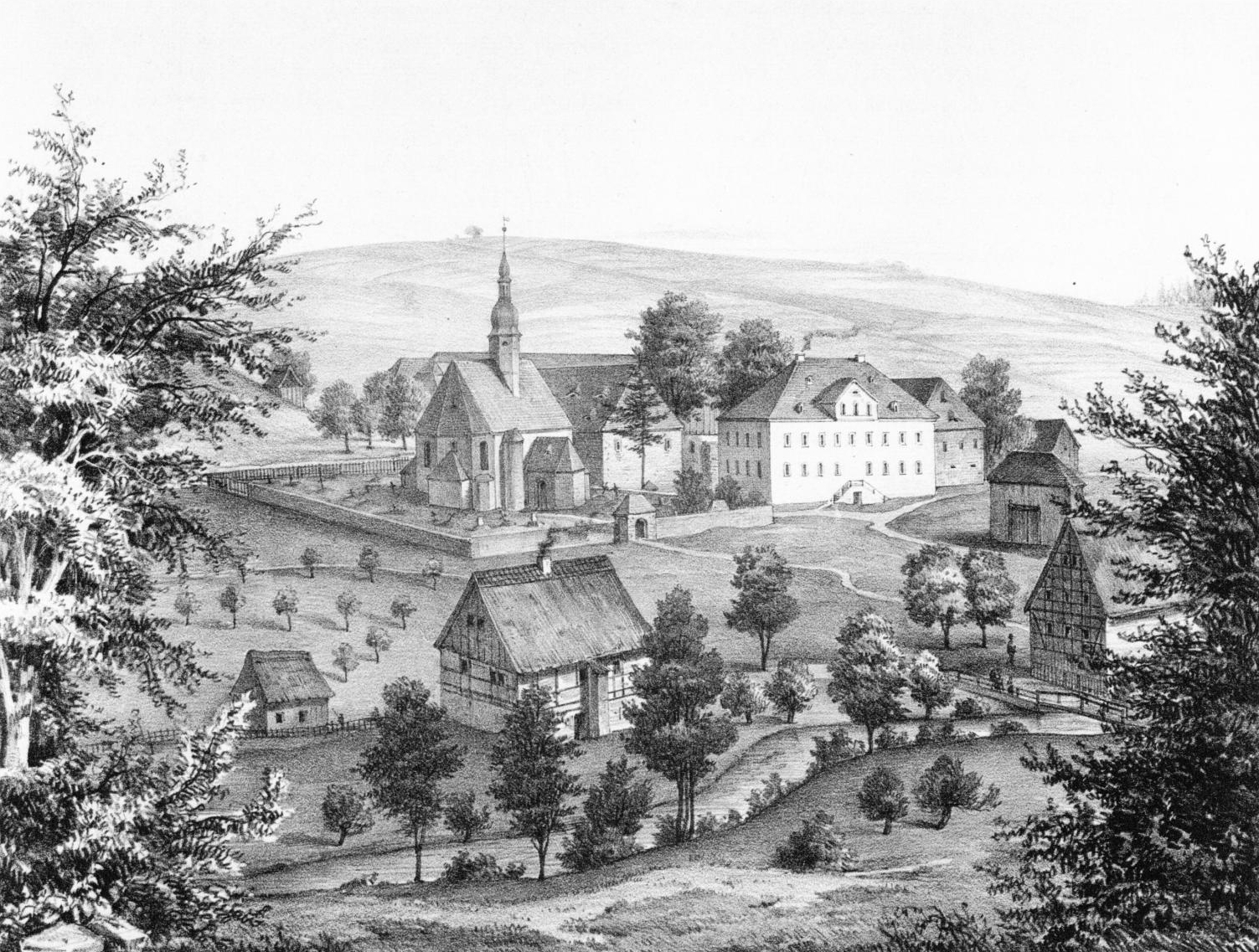
Erbgericht Mulda (um 1860)

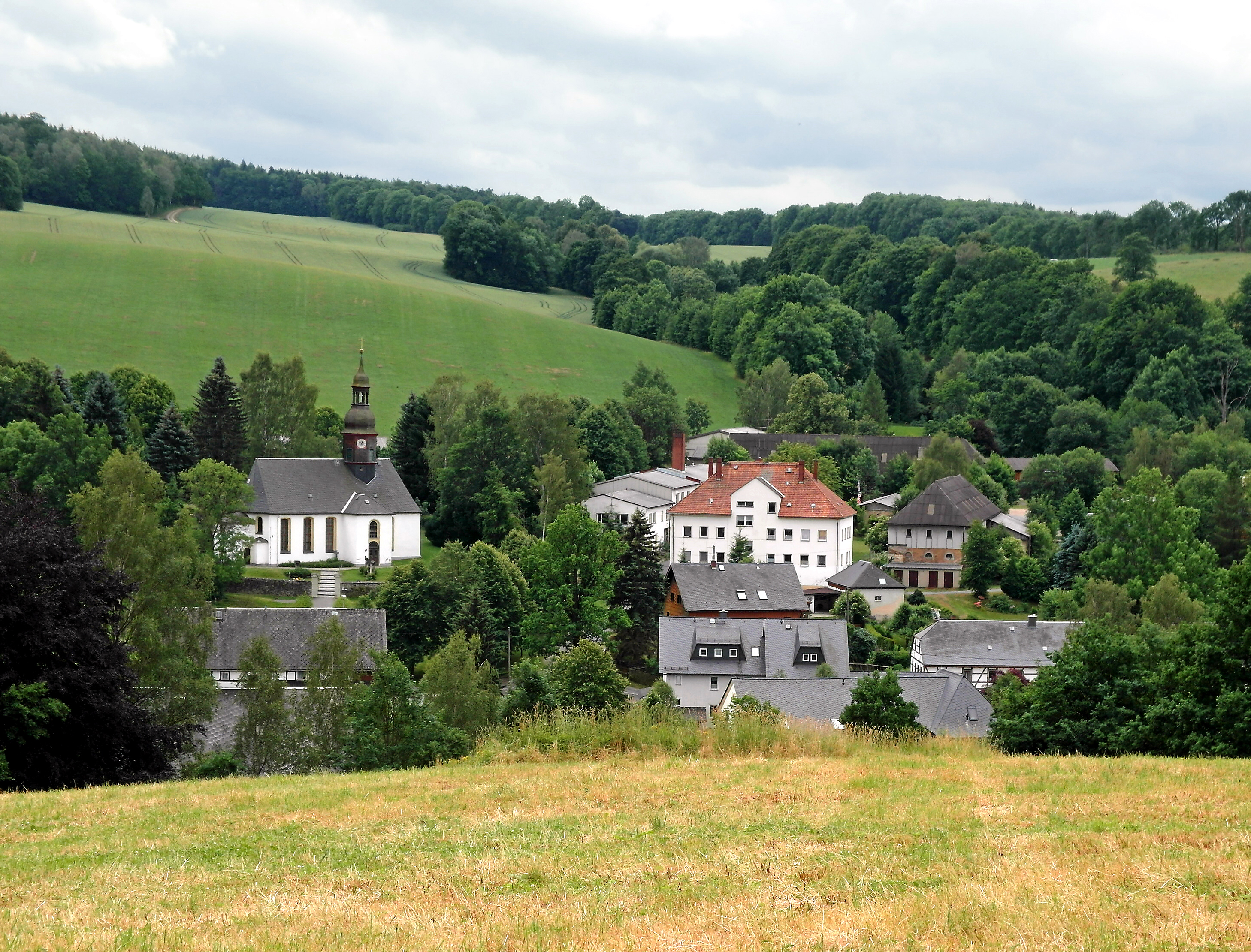
Kirche und Erbgericht

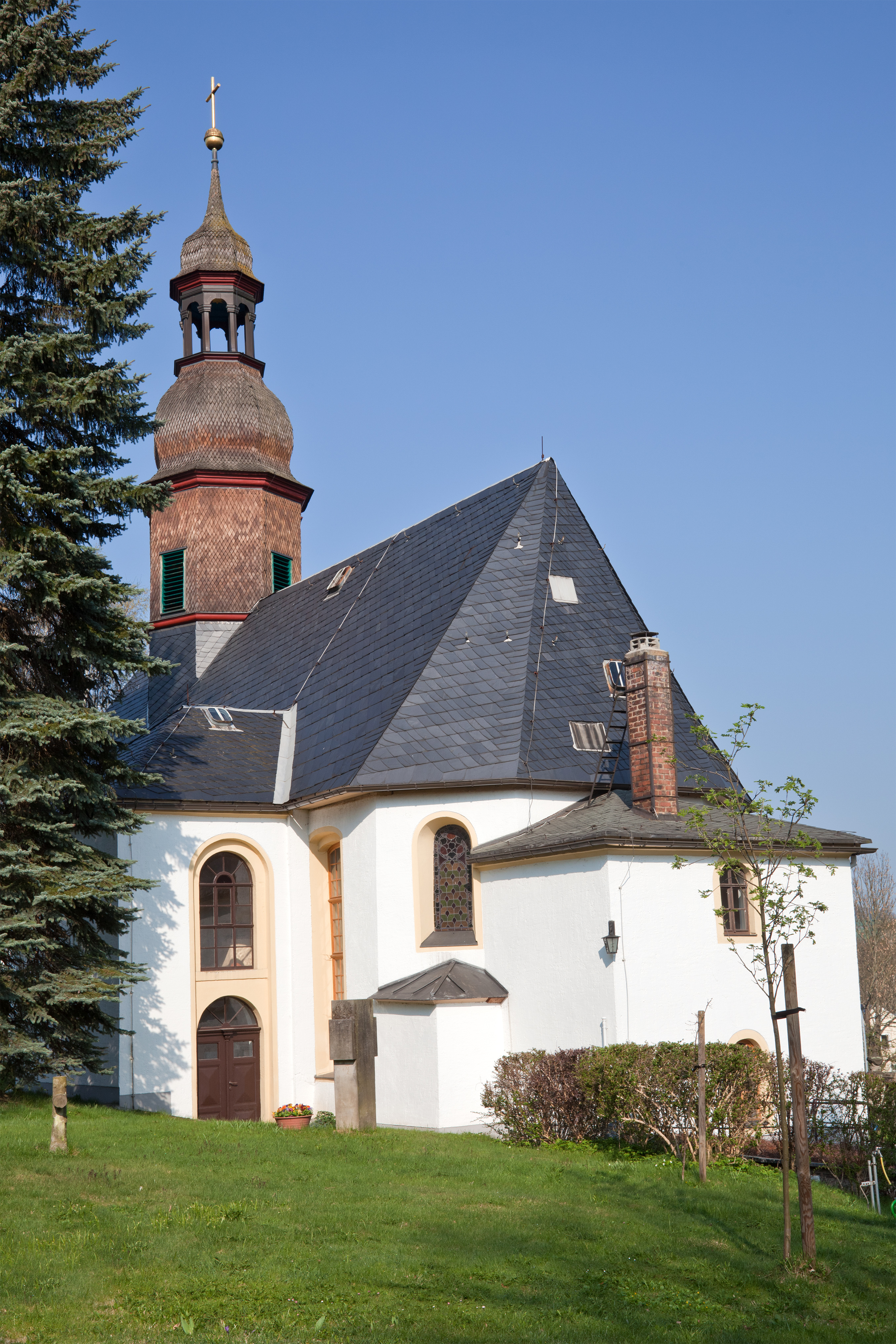
Evangelische Kirche Mulda

Mulda wurde wahrscheinlich zwischen 1160 und 1260 von fränkischen Siedlern als Waldhufendorf gegründet. 1331 wurde ein Petrus de Mulda erwähnt, der Ort selbst wurde 1333 in einem Papier der Stadt Freiberg als Mulda erwähnt. 1419 wurde dem Burggraf von Meißen in einem Lehnsbrief die Obergerichtsbarkeit zuerkannt. Die Bewohner Muldas betrieben in der Vergangenheit hauptsächlich Ackerbau und Viehzucht, wobei vornehmlich Flachs angebaut wurde.
In Helbigsdorf betrieb man in großem Umfang Schafzucht. 1710 lebten dort der Chronik nach einige Strumpfwirker, Uhr- und Geigenmacher.
Randeck gilt als das älteste Uhrmacher- und Geigenbauerdorf des Erzgebirges. Im 19. Jahrhundert wich der Instrumentenbau der Korbflechterei und der Holzwarenherstellung. An der Mulde und ihren zahlreichen Nebenbächen waren einstmals viele Öl- und Mahlmühlen in Betrieb. In der Zeit des Dreißigjährigen Krieges wurden in Mulda mehrere Häuser und das Rittergut von den Schweden niedergebrannt. Bis 2005 zeugte eine eingemauerte Kanonenkugel im nun eingestürzten Lehngut vom Beschuss „von preußischen Völkern“ (Inschrift unterhalb der Kugel) im Siebenjährigen Krieg. Unter General Kleist wurden sieben Bauernhöfe und sechs Häuser niedergebrannt. Das vorher selbständige Rittergut kam 1920 zu Mulda. Am 1. August 1934 wurde Randeck eingemeindet.
Die Gemeinde hieß dann Mulda-Randeck, ab dem 25. Januar 1941 wieder Mulda.
Heute ist der bauliche Übergang zwischen Mulda und Randeck kaum noch zu erkennen. Am 1. Januar 1994 wurden Zethau und Helbigsdorf Ortsteile von Mulda.
Als im August 2002 bei der sogenannten „Jahrhundertflut“ auch die Freiberger Mulde extremes Hochwasser führte, wurden im Ort große Zerstörungen angerichtet.

### Einwohnerentwicklung
Im Jahr 1551 wirtschafteten in Mulda 28 besessene Mann und 106 Inwohner. Innerhalb der nächsten 30 Jahre sank die Bevölkerungsgröße, so dass 1581 noch 24 besessene Mann und 47 Häusler gezählt wurden. Bis Mitte des 18. Jahrhunderts veränderte sich diese Zahl kaum noch, es wurden 20 besessene Mann und 50 Häusler gezählt.
| bis 1900 | bis 1900 |
| -------- | -------- |
| 1834     | 0.842    |
| 1871     | 1.022    |
| 1890     | 1.666    |

| 1901 bis 2000 | 1901 bis 2000 |
| ------------- | ------------- |
| 1910          | 1.536         |
| 1925          | 1.488         |
| 1946          | 2.396         |
| 1950          | 2.381         |
| 1964          | 2.107         |
| 1990          | 3.306         |
| 1998          | 3.236         |
| 1999          | 3.212         |
| 2000          | 3.152         |

| 2001 bis 2010 | 2001 bis 2010 |
| ------------- | ------------- |
| 2001          | 3.100         |
| 2002          | 3.071         |
| 2003          | 3.003         |
| 2004          | 3.017         |
| 2005          | 2.931         |
| 2006          | 2.874         |
| 2007          | 2.810         |
| 2008          | 2.785         |
| 2009          | 2.778         |
| 2010          | 2.706         |

| 2011 bis 2020 | 2011 bis 2020 |
| ------------- | ------------- |
| 2011          | 2.687         |
| 2012          | 2.679         |
| 2013          | 2.617         |
| 2014          | 2.597         |
| 2015          | 2.562         |
| 2016          | 2.567         |
| 2017          | 2.549         |
| 2018          | 2.498         |
| 2019          | 2.484         |
| 2020          | 2.469         |

| ab 2021 | ab 2021 |
| ------- | ------- |
| 2021    | 2.474   |
| 2022    | 2.439   |
| 2023    | 2.421   |

1990: Stand zum 3. Oktober, ab 1991 Stand zum 31. Dezember
Quelle: Statistisches Landesamt des Freistaates Sachsen, Daten ab 2010: Einwohnermeldeamt Mulda

## Politik

### Gemeinderat
Seit der Gemeinderatswahl am 9. Juni 2024 verteilen sich die 14 Sitze des Gemeinderates folgendermaßen auf die einzelnen Gruppierungen:
- Freie Wähler Mittelsachsen e. V.: 6 Sitze
- AfD: 4 Sitze
- CDU: 2 Sitze
- Dorfverein Mulda e. V.: 2 Sitze

| Gemeinderat ab 2024Insgesamt 14 Sitze - FWM: 6 - DvM: 2 - CDU: 2 - AfD: 4 | Liste                            | 2024   | 2024   | 2019   | 2019   | 2014   | 2014   |
| Gemeinderat ab 2024Insgesamt 14 Sitze - FWM: 6 - DvM: 2 - CDU: 2 - AfD: 4 | Liste                            | Sitze  | in %   | Sitze  | in %   | Sitze  | in %   |
| Gemeinderat ab 2024Insgesamt 14 Sitze - FWM: 6 - DvM: 2 - CDU: 2 - AfD: 4 | Freie Wähler Mittelsachsen e. V. | 6      | 41,4   | 6      | 42,0   | 6      | 44,6   |
| Gemeinderat ab 2024Insgesamt 14 Sitze - FWM: 6 - DvM: 2 - CDU: 2 - AfD: 4 | AfD                              | 4      | 29,0   | –      | –      | –      | –      |
| Gemeinderat ab 2024Insgesamt 14 Sitze - FWM: 6 - DvM: 2 - CDU: 2 - AfD: 4 | CDU                              | 2      | 15,6   | 6      | 41,4   | 6      | 42,5   |
| Gemeinderat ab 2024Insgesamt 14 Sitze - FWM: 6 - DvM: 2 - CDU: 2 - AfD: 4 | Dorfverein Mulda e. V.           | 2      | 14,0   | –      | –      | –      | –      |
| Gemeinderat ab 2024Insgesamt 14 Sitze - FWM: 6 - DvM: 2 - CDU: 2 - AfD: 4 | Handel und Gewerbe               | –      | –      | 1      | 9,5    | 2      | 12,9   |
| Gemeinderat ab 2024Insgesamt 14 Sitze - FWM: 6 - DvM: 2 - CDU: 2 - AfD: 4 | FDP                              | –      | –      | 1      | 7,1    | –      | –      |
| Gemeinderat ab 2024Insgesamt 14 Sitze - FWM: 6 - DvM: 2 - CDU: 2 - AfD: 4 | Wahlbeteiligung                  | 75,8 % | 75,8 % | 68,2 % | 68,2 % | 52,4 % | 52,4 % |

### Bürgermeister

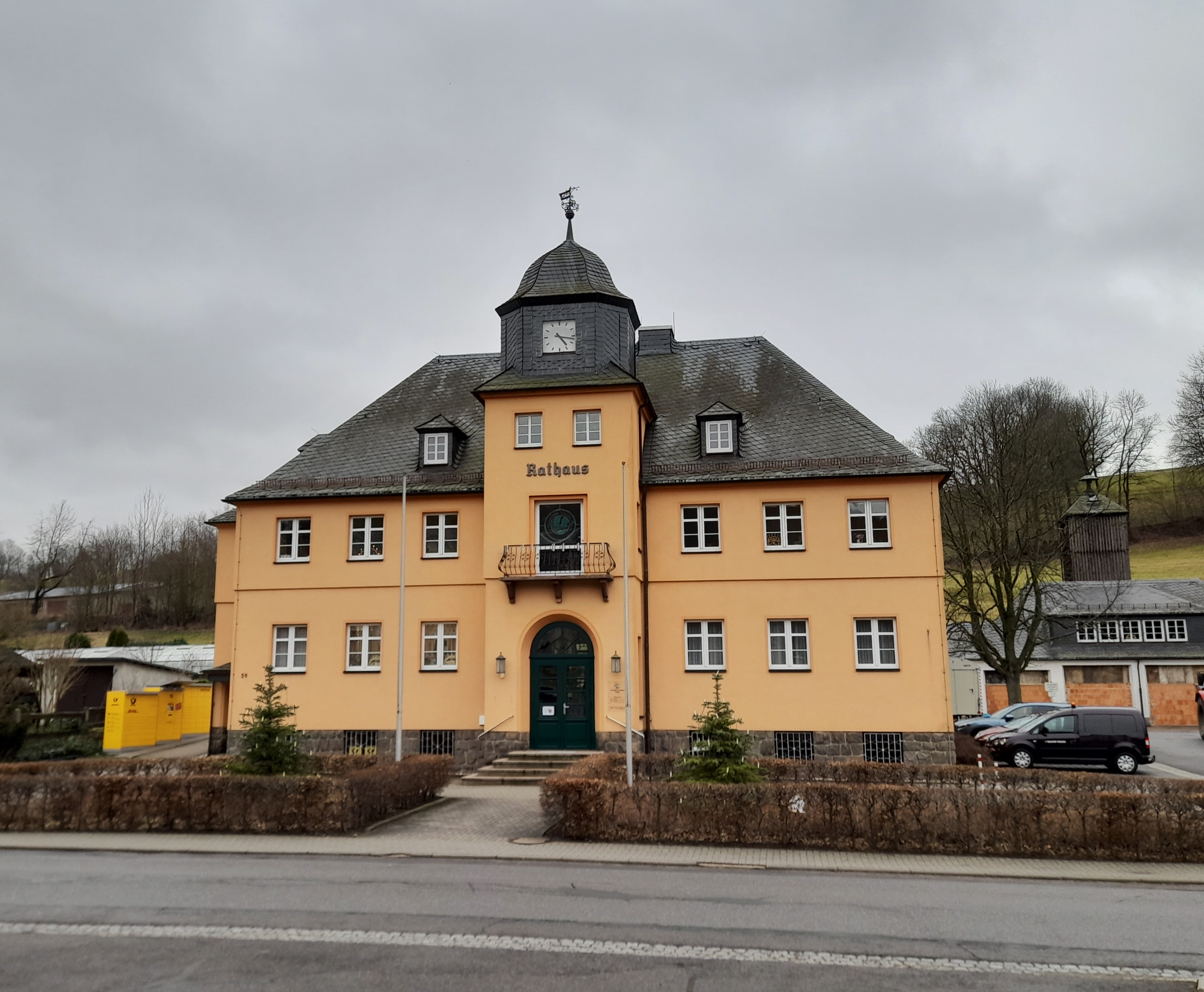
Rathaus Mulda/Sa.

Reiner Stiehl wurde 2007 mit 97,9 % der Stimmen zum Bürgermeister gewählt und 2014 mit 98,8 Prozent im Amt bestätigt. Bei der Wahl im März 2021, bei der Stiehl nach 21 Jahren im Amt nicht wieder antrat, setzte sich der parteilose Einzelbewerber Michael Wiezorek mit 62,5 Prozent gegen einen Mitbewerber durch.
| Wahl | Bürgermeister    | Vorschlag | Wahlergebnis (in %) |
| ---- | ---------------- | --------- | ------------------- |
| 2021 | Michael Wiezorek | Wiezorek  | 62,5                |
| 2014 | Reiner Stiehl    | Stiehl    | 98,8                |
| 2007 | Reiner Stiehl    | Stiehl    | 97,9                |

### Wappen
Blasonierung: „Durch Göbelschnitt geteilt; vorn in Rot drei silberne Orgelpfeifen, hinten in Gold pfahlweise drei blaue Leinblüten, die mittlere nach Innen versetzt, mit jeweils fünf Blütenblättern und goldenem Butzen, unten in Silber wachsend aus blauem Wellenschildfuß ein schwarzes Mühlrad, im Wellenschildfuß fünf 3:2 stehende silberne Wellen.“
Das Wappen wurde 2012 vom Kommunalheraldiker Jörg Mantzsch gestaltet. Das Ziel zur Schaffung eines eigenen Wappens bestand darin, alle drei Ortsteile darin vereint zu repräsentieren. Das heißt, für Helbigsdorf steht die Silbermannorgel, für Zethau der Flachs- bzw. der Leinanbau und für Mulda die Nutzung der Wasserkraft entlang der Freiberger Mulde.

## Kultur und Sehenswürdigkeiten
- siehe auch: Liste der Kulturdenkmale in Mulda/Sa.

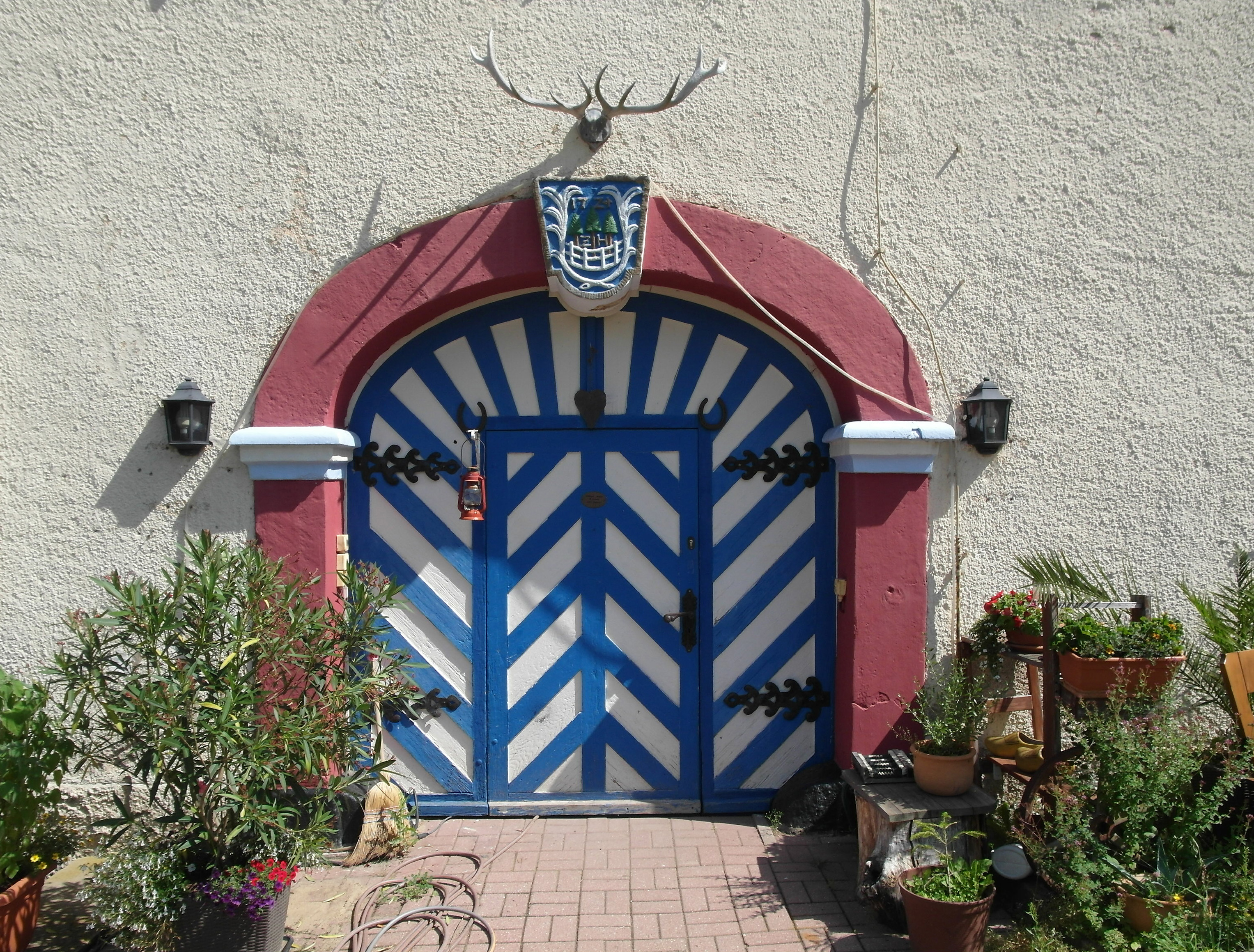
Rittergut Mulda/Sa., Portal Herrenhaus

Die Orgel der Kirche Helbigsdorf wurde 1728 vom Orgelbaumeister Gottfried Silbermann fertiggestellt und beeindruckt durch ihren brillanten Klang.
Auf dem Ortsfriedhof von Mulda erinnert eine Grabstätte an einen namentlich bekannten sowjetischen Zwangsarbeiter, der während des Zweiten Weltkrieges nach Deutschland verschleppt wurde.
Im Staatsforstrevier Frauenstein (Forstabteilung 91), 2,5 km südöstlich der Kirche von Mulda, liegen in einem leicht nach Nordosten geneigten Gelände oberhalb des westlichen Steilhanges der Freiberger Mulde die Reste der Wasserburg Mulda und des wüstgefallenen Dorfes Gruene.

## Wirtschaft und Infrastruktur

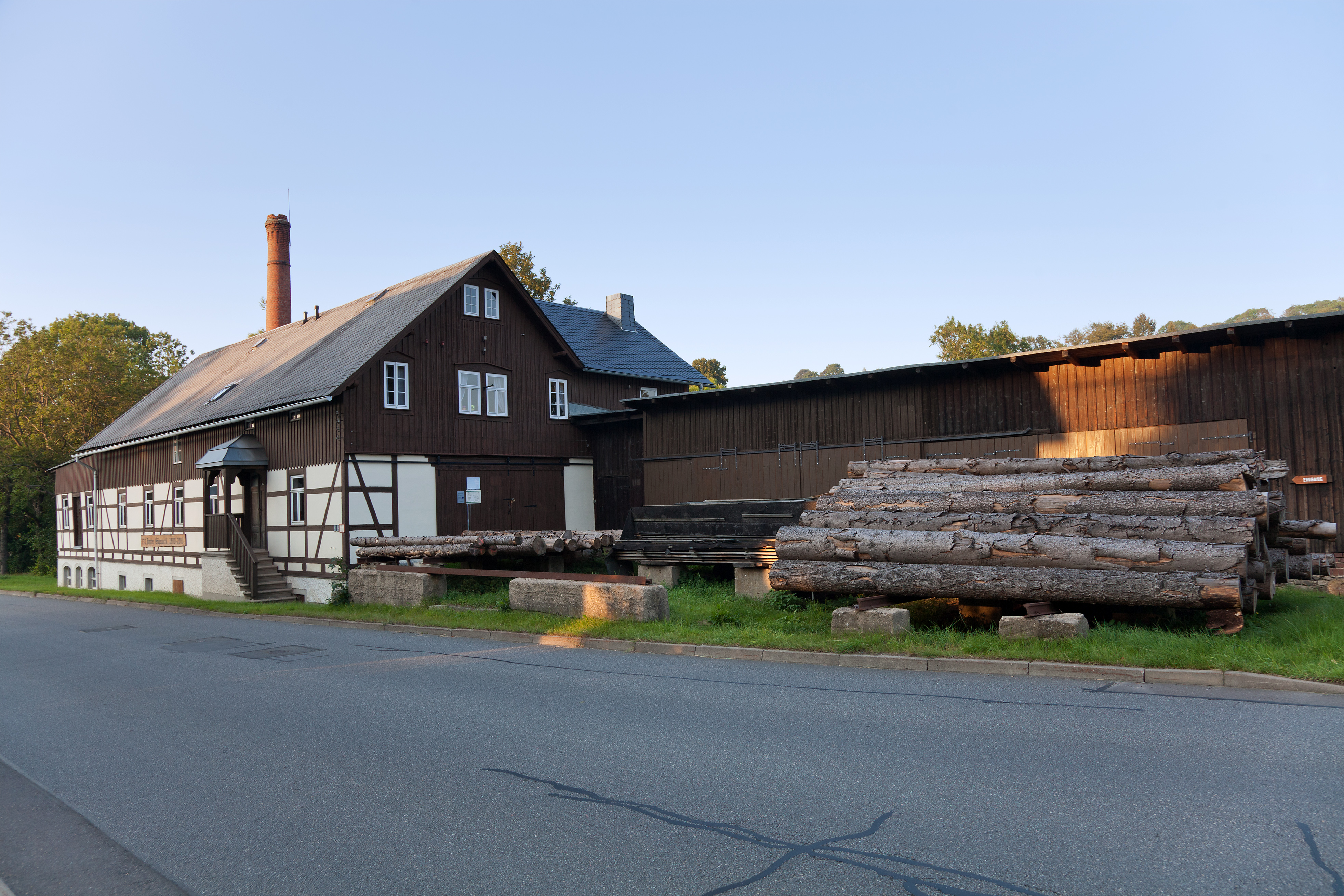
Sägewerk

Vor dem Bau der Eisenbahn 1875–1884 waren in Mulda mehrere Mühlen, Anbau von Flachs, mehrere Garn- und Leinwandbleichen sowie Handwerksbetriebe bekannt. Im jetzigen Ortsteil Randeck existierte Geigenbauer- und Uhrmacherhandwerk. Durch die Eisenbahn hielt auch die Industrie Einzug – vor allem holzverarbeitende Betriebe prägten den Ort bis zur deutschen Wiedervereinigung 1990. Ein Traditionsunternehmen, das diese Umbruchphase überlebte, ist die 1898 gegründete Manufaktur für Holzstative Berlebach.
Auch Bergbau wurde bis 1754 betrieben, allerdings waren die Ausbeuten gering. Die Reste einer Abraumhalde findet man noch im Ortsteil Randeck am Ortsausgang Richtung Zethau.

### Verkehr

Bahnhof Mulda um 1900

Mulda liegt an der Bahnstrecke Nossen–Moldau. Von 1897 bis 1966 war Mulda Ausgangspunkt der Schmalspurbahn Mulda–Sayda. Im Bahnhof Mulda konnte ein Übergang von Gütern und Personen von der Regelspur erfolgen.

### Bildungseinrichtungen
Für die Klassenstufen 1 bis 4 gibt es in Mulda eine Grundschule mit Ganztagsangeboten.

## Persönlichkeiten
- Georg Renkewitz (1687–1758), Organist und Orgelbauer
- Carl Geißler (1802–1868), Kantor, Organist, Musikpädagoge und Komponist
- Friedrich Klemm (1904–1983), Technikhistoriker und Bibliotheksdirektor des Deutschen Museums in München
- Kurt Möbius (1908–1993), Chemiker und Feuerwehrfunktionär
- Helmut Heinze (* 1932), Bildhauer, Professor für Plastik